# Alžbeta Bartošová
Alžbeta Bartošová (ur. 17 grudnia 1991 w Púchovie) – słowacka aktorka musicalowa i piosenkarka.
Kształciła się w Konserwatorium Kościelnym w Bratysławie. W profesjonalnym teatrze wystąpiła po raz pierwszy w 2009 roku na Novej scénie.
Pracuje także w dubbingu. Udzieliła głosu licznym postaciom z filmów Disneya.
Rola w spektaklu Liduschka (Baarová) przyniosła jej nominację do nagród Talii (Ceny Thálie).

## Dorobek artystyczny
Role musicalowe
- 2009–2012: František z Assisi – Smrt (Nová scéna Bratislava)[4]
- 2009–2012: Čajočky – Radka (Heineken Tower Stage)
- 2011–2013: Kat Mydlář – Dorotka (Teatr Broadway)
- 2011–2012: Vánoční zázrak – Monika, Santagirl (Teatr Broadway)
- 2012–2016: Kleopatra – Fulvie, Octávie (Teatr Broadway)
- 2012–2014: Cigáni idú do neba – Rada (Nová scéna Bratislava)
- od 2013: Kleopatra TOUR – Fulvie
- od 2012: Tři mušketýři – Mylady (Teatr Broadway)
- 2013–2016: Rómeo a Júlia – lady Capulet (Nová scéna Bratislava)
- 2013–2015: Mata Hari – Margaretha (Teatr Broadway)
- 2013–2016: She Loves Me – Amalia Balash (Teatr F.X.Šaldy Liberec)
- 2014–2017: Horečka sobotní noci – Stephanie (Teatr Kalich)
- od 2014: Kleopatra – Kleopatra (Teatr Broadway)
- 2014–2018: Mamma Mia! – Lisa (Kongresové centrum Praha, Teatr Hybernia Praha)
- od 2015: My Fair Lady – Eliza Doolittleová (Teatr F.X.Šaldy Liberec)
- 2015–2018: Atlantida – Sofie (Teatr Kalich)
- od 2016: Angelika – Angelika (Teatr Broadway)
- 2016–2019: Liduschka (Baarová) – Baarová (Nová scéna DJKT Plzeň)
- od 2017: Muž se železnou maskou – Louisa (Teatr Broadway)
- od 2018: Krysař – Agnes (Teatr Kalich)
- od 2019: Kvítek Mandragory – DreamGirl (Teatr Broadway)

Role filmowe i telewizyjne
- 2013: Horúca krv – Ema Bednárová
- 2013: Búrlivé víno – Ľubka Lorincová
- 2016: Decibely lásky – Betka

Role dubbingowe
- 2010: Alica v krajine zázrakov
- 2012: Kráska a zviera – nowy dubbing
- 2012: Na vlásku
- 2012: Aladin – nowy dubbing dla TV JOJ
- 2017: Kráska a zviera – dubbing Emmy Watson